# Chiesa di San Jacopo (Collesalvetti)
La chiesa di San Jacopo è un edificio sacro che si trova a Vicarello, frazione del comune di Collesalvetti.
Fu costruita nel 1787 nello stesso luogo dove sorgeva l'antica pieve il cui patronato apparteneva anticamente ai conti Della Gherardesca. L'edificio è ad aula rettangolare con sviluppo longitudinale. La semplice architettura con il tipico tetto a capanna è impreziosita dall'arco che delimita la zona absidale.